# Jordan Clarke
Jordan Clarke (Rochester, 21 luglio 1950) è un attore statunitense.
Famoso in Italia per l'interpretazione di Billy Lewis nella celebre soap opera statunitense Sentieri (Guiding Light), Clarke è apparso anche in altri spettacoli, come M*A*S*H, CHiPs, The Paper Chase, Law & Order, Spenser e Miami Vice.
Ha anche recitato la parte di Son Slater in un episodio di The Waltons.